# Piper oblongatilimbum
Piper oblongatilimbum är en pepparväxtart som beskrevs av William Trelease. Piper oblongatilimbum ingår i släktet Piper och familjen pepparväxter. Inga underarter finns listade i Catalogue of Life.